# Шпионские игры (фильм, 2001)
«Шпионские игры» (англ. Spy Game) — художественный фильм в жанре политического триллера режиссёра Тони Скотта, вышедший в 2001 году.

## Сюжет
Действие происходит в 1991 году. В свой последний рабочий день перед выходом на пенсию оперативник ЦРУ Натан Мьюр узнаёт, что его агент Том Бишоп арестован в Китае, официальная версия — шпионаж. Дело может принять нежелательную огласку в связи со скорой встречей на высшем уровне между Китаем и США.
У Натана очень мало времени, через 24 часа Бишопа могут казнить. В штаб-квартире ЦРУ собирается экстренное совещание — Мьюра допрашивают о всех деталях их взаимоотношений. Мьюр начинает вспоминать все важные совместные операции, начиная с Вьетнама, где он и завербовал Бишопа, вплоть до последних дней. В начале 1980-х во время операции в Восточной Германии Мьюр принёс в жертву агента, завербованного Бишопом, и между ними произошло неприятное выяснение отношений. Мьюр объяснял неопытному Бишопу, что агенты могут стать разменной монетой в сложной игре на высшем уровне. Если нужно ими пожертвовать, то сделать это придётся в любом случае.
В 1985 году во время операции в Ливане Бишоп познакомился с Элизабет Хэдли (Кэтрин Маккормак), которая предположительно выполняла в Ливане задание английской разведки. Между ними возникли чувства, о которых знал Мьюр. Он опасался, что эта связь помешает Бишопу выполнять свои обязанности и упрятал Хэдли в китайскую тюрьму. Бишоп попытался вызволить свою возлюбленную из китайской тюрьмы и попался. Натан Мьюр применяет все свои знания, связи и деньги. Подделав подпись директора ЦРУ, он организует военную операцию под кодовым названием «Ужин в ресторане» («Operation Dinner Out») и освобождает Бишопа и Хэдли из тюрьмы.
В последних кадрах фильма в Китае Бишоп и Хэдли летят на вертолётах по направлению к американской базе, а в здании ЦРУ в США заканчивают служебное расследование с участием Мьюра. Случайная фраза пилота о названии операции даёт Бишопу понять, кто его спас, в то время как на руководителей ЦРУ, уже отпустивших Мьюра, находит озарение относительно произошедшего.
В конце фильма появляется надпись «Памяти Элизабет Джин Скотт». Тони Скотт посвятил фильм своей матери, которая умерла во время съемок в 2001 году.

## В ролях
| Актёр              | Роль           |
| ------------------ | -------------- |
| Роберт Редфорд     | Натан Мьюр     |
| Брэд Питт          | Том Бишоп      |
| Дэвид Хеммингс     | Гарри Данкан   |
| Кэтрин Маккормак   | Элизабет Хэдли |
| Стивен Диллэйн     | Чарльз Харкер  |
| Ларри Бриггман     | Трой Фолгер    |
| Мэрианн Жан-Батист | Гледис Дженнип |
| Амиду              | Доктор Ахмед   |